# Indigofera lughensis
Indigofera lughensis är en ärtväxtart som beskrevs av Mats Thulin. Indigofera lughensis ingår i släktet indigosläktet, och familjen ärtväxter. Inga underarter finns listade i Catalogue of Life.